# スズキ店
スズキ店（スズキてん）は、スズキのディーラーのひとつである。
スズキの自動車および福祉車両を取り扱っている。一般顧客向けの販売と同時に、「副代理店」「業販店」というサブディーラーへの卸会社としての機能も持っている。

## 主な取扱車種
- 軽自動車
  - アルト
  - ワゴンR
  - エブリイワゴン
  - アルトラパン
  - ジムニー
  - スペーシア
  - ハスラー
- ハッチバック
  - スイフト
- SUV
  - エスクード
  - ジムニーシエラ
  - イグニス
  - クロスビー
- トールワゴン
  - ソリオ
- ミニバン
  - ランディ

## 過去の取扱車種

### 乗用車

#### 軽自動車
- カプチーノ
- スズライト
- セルボ/セルボモード
- ツイン
- マイティボーイ
- フロンテ
  - フロンテクーペ
  - フロンテハッチ
- キャラ
- Kei/Keiスポーツ/Keiワークス
- パレット
- MRワゴン

#### 登録車
- フロンテ800
- カルタス
  - カルタスクレセント
- ワゴンRワイド/ワゴンRプラス/ワゴンRソリオ
- エブリイプラス/エブリイランディ
- X-90
- グランドエスクード
- エリオ
- キザシ
- SX4
- スプラッシュ

## ディーラー一覧

### 北海道
- 旭川スズキ販売
- 北見スズキ
- オホーツクスズキ販売（北見三菱自動車販売）
- 道東スズキ
- 釧路スズキ販売
- 新くしろスズキ（釧路三菱自動車販売）
- 帯広スズキ（熱原グループ）
- とかちスズキ（帯広三菱自動車販売）
- スズキ自販北海道
- 道央スズキ（熱原グループ）
- オートランド札幌
- スズキレピオ
- 南北海道スズキ販売（南北海道三菱自動車販売）
- 函館スズキ販売
- 道南スズキ販売（函館中央三菱自動車販売）

### 東北
- スズキ自販青森
- 青森スズキ自動車販売（青森三菱自動車販売）
- 秋田スズキ
- スズキ自販岩手
- 日新スズキ販売
- スズキ自販山形
- スズキ自販宮城
- スズキ自販福島

### 関東
- スズキ自販茨城
- スズキレピオつくば
- スズキ新茨城（アイマックス、茨城日産自動車グループ）
- スズキ自販栃木
- スズキ自販群馬
- トヨナガ
- スズキ自販埼玉
- スズキ自販西埼玉
- スズキ自販関東
- 東武スズキ販売
- オートピア西洋（セゾングループ→ジーライオングループ）
- スズキ自販千葉
- スズキ自販京葉
- 千葉スズキ販売
- スズキ自販東京
- スズキ自販南東京
- スズキ自販神奈川
- スズキ自販湘南

### 中部
- スズキ自販新潟
- スズキ新潟販売
- スズキ自販長野
- スズキ自販南信
- 山梨スズキ販売
- スズキ自販静岡
- スズキ自販浜松
- スズキ販売新静岡（静岡三菱自動車販売）
- 青山商会（遠鉄グループ）
- スズキ自販富山
- スズキ自販北陸
- 福井スズキ自動車販売（福井三菱自動車販売）
- スズキ自販中部
- スズキ自販東海
- 愛知スズキ販売（愛知トヨタ自動車）
- 岐阜スズキ販売
- スズキ自販三重

### 関西
- スズキ自販滋賀
- スズキ自販京都
- スズキ自販近畿
- スズキ自販関西
- 高木スズキ販売
- 南海スズキ
- 大阪中央スズキ販売（ジーライオングループ）
- スズキ自販兵庫
- スズキ販売西兵庫
- 兵庫スズキ（日産プリンス兵庫販売）
- スズキ中兵庫販売（ジーライオングループ）
- スズキ販売新兵庫（兵庫三菱自動車販売）
- スズキ自販奈良
- 奈良スズキ販売（ジーライオングループ）
- スズキ自販和歌山
- スズキモーター和歌山
- 紀の国スズキ（和歌山三菱自動車販売）

### 中国・四国
- スズキ自販香川
- 讃岐スズキ販売（香川三菱自動車販売）
- スズキ自販徳島
- 阿波スズキ販売（徳島三菱自動車販売）
- 徳島スズキ（徳島トヨタ自動車）
- スズキ販売新徳島（徳島マツダ）
- スズキ自販松山
- 伊予スズキ販売
- スズキ販売愛媛
- 東予スズキ販売
- スズキ自販高知
- 南四国スズキ販売（高知三菱自動車販売）
- スズキ自販鳥取
- 新鳥取スズキ（日本海三菱自動車販売）
- スズキ自販島根
- 石東スズキ
- スズキ岡山販売
- 東中国スズキ自動車
- スズキ自販広島
- 新広島スズキ販売（広島三菱自動車販売）
- スズキ自販山口
- 高野山スズキ
- 東山口スズキ（山口三菱自動車販売）
- 西京スズキ（下関三菱自動車販売）
- 山口スズキ（山口日産自動車）

### 九州・沖縄
- スズキ自販福岡
- 九州スズキ販売
- 福岡中央スズキ自動車販売（九州三菱自動車販売）
- スズキ自販佐賀
- スズキ佐賀中央自動車販売（九州三菱自動車販売）
- スズキ自販長崎
- 西九州スズキ自動車販売（長崎三菱自動車販売）
- スズキ自販熊本
- 熊本中央スズキ自動車販売（熊本三菱自動車販売）
- スズキ自販大分
- 東九州スズキ自動車販売（大分三菱自動車販売）
- スズキ自販宮崎
- 内山商事
- スズキ自販鹿児島
- スズキ自販沖縄